# Arc-en-ciel le plus beau poisson des océans
Pour les articles homonymes, voir Arc-en-ciel (homonymie).
Arc-en-ciel est une série de livres pour enfants créés par l'écrivain suisse Marcus Pfister (en) aux Éditions Nord Sud à partir de 1992. En 2000, une série de dessins animés de 26 épisodes a été diffusée à partir des livres.

## Synopsis
Arc-en-ciel était un poisson magnifique avec des écailles argentées, multicolores, . D'autres poissons admiraient Arc-en-ciel. Un petit poisson bleu voulait une de ses écailles, mais Arc-en-ciel refusait et depuis ce jour, aucun poisson ne voulait plus lui parler. Alors, il demanda de l'aide à une étoile de mer et une pieuvre et ils dirent que les autres poissons seraient très heureux s'il donnait ses écailles. Plus tard, le poisson bleu revint et il lui donna une de ses écailles, et après il donna toutes ses écailles aux poissons. Petit à petit, Arc-en-ciel n'avait plus qu'une seule écaille et il était heureux avec ses nouveaux amis.

## Titres
- 1992 : Arc-en-ciel, le plus beau poisson des océans  (ISBN 9783314207556)
- 1995 : Arc-en-ciel et le petit poisson perdu  (ISBN 9783314209246)
- 1998 : Arc-en-ciel fait la paix  (ISBN 9783314211584)
- 2001 : Arc-en-ciel tremble de peur  (ISBN 9783314214325)
- 2004 : Arc-en-ciel et la baleine  (ISBN 9783314217562)
- 2006 : Cache-cache avec Arc-en-ciel  (ISBN 9783314218316)
- 2007 : Arc-en-ciel et le diamant bleu  (ISBN 9783314218712)
- 2009 : Arc-en-ciel et le mystère des fonds marins  (ISBN 9783314219658)
- 2012 : Dors bien arc-en-ciel  (ISBN 9782831100548)

## Récompenses
1992
- Christopher Award, New York

1993
- Prix spécial des Libraires religieux pour le livre d'enfant, Valence

1994
- Prix de la Jeunesse, Cherbourg
- ABBY-Nomination

1995
- North Dakota Flicker Tale Children’s Book Award, Nomination 1995: ABBY-Award
- North-Carolina Children's Book Award for Picture Books, NCASL

1996
- Readers' Choice Award, Michigan Reading Association

1997
- Steirische Leseeule

2010
- 3 Apples Book Award, New York Library Association Nomination[1]

## Dessin animé
La série télévisée n'a pas suivi le même scénario que les livres et bien que les lieux et les personnages aient été conservés, ils sont mis en scène dans des histoires différentes. La série a été notamment diffusée à partir de 2000 sur Junior et KI.KA en Allemagne, Télétoon en Canada et HBO Family en États-Unis et en France sur France 5 dans l'émission Debout les Zouzous en 2003.

### Voix françaises
- Carole Baillien: Arc-en-ciel
- Jacqueline Ghaye: Aqua, mère d'Arc-en-ciel
- Michel Hinderyckx: Sole, père d'Arc-en-ciel
- Carine Seront: Mlle Sardine (institutrice d'Arc-en-ciel)
- Cécile Florin: Bleu
- Sabrina Leurquin
- Catherine Swartzenbroeck
- Frédéric Meaux
- Studio : DUBBING BROTHERS
- Directeur de Plateau : Fréderic Meaux

### Liste des épisodes

#### Saison 1 (2000)
1. La Petite Nouvelle (Rainbow Fish and the New Girl at School)
2. Le Porte-bonheur (Rainbow Fish Meets Wayne Grunion)
3. Arc-en-ciel mélomane (Rainbow Fish Plays the Conch Shell)
4. À contre-courant (Riptide)
5. La Bonne Note d'Arc-en-ciel (Rainbow Gets an 'A"')
6. L'Incroyable Histoire de grand-père (Grandpa's Fishy Tale)
7. Sur les dents (Rainbow's Dental Dilemma)
8. Arc-en-ciel joue les vedettes (Rainbow Fish and the Pop Star)
9. Le Petit Bouquet (Sherman Shrimp)
10. Perdu dans Avalanche Canyon (Lost in Crumbling Canyon)
11. La Leçon de golf (The Golf Lesson)
12. Tournez manèges (Ruby's Adventures in Babysitting)
13. Dents de Scie retourne à l'école (Sir Sword Goes Back to School)
14. L'Océanophone (Rainbow de Bergerac)
15. Bleu, le petit chef (Big Fish on Campus)
16. Rivalité (Sibling Rivalry)
17. À chaque poisson son trésor (One Fish's Treasure)
18. Arc-en-ciel rend service (Project Rainbow Fish)
19. Comme frère et sœur (Ruby Slips In)
20. Caramel fleur-de-sel (Working Fish)
21. L'Apprenti cinéaste (Cecil B. Derainbow)
22. Rien ne sert de mentir (Rainbow's Pen Pal)
23. Arc-en-ciel et les Cools-Cools ()
24. Les Chevaliers de la table de corail (Knights of the Coral Table)
25. La Malédiction ()
26. Mon père ce héros (Father's Day)

#### Saison 2 (2001)
1. L'Ami préhistorique (Prehistoric Pal)
2. Que le meilleur gagne ! (May the Better Fish Win)
3. Bien joué, Bleu ! (Blue's Fishy Catch)
4. Apparences trompeuses ()
5. La Gazette de l'école (Campus Current)
6. Pas tout à fait seul ()
7. Devine qui vient dîner ? (Guess Who's Coming to Dinner)
8. Une merveille de poisson (It's a Wonderful Fish)
9. Qui déménage ? (Moving Day)
10. Le Dîner romantique (A Romantic Dinner)
11. Le Garde du corps (The Bodyguard)
12. Maman travaille (Mum's Away)
13. Chacun son tour ()
14. Le Prince bleu (Prince Blue)
15. L'Expulsion (An Eviction Notice)
16. La Légende de l'abominable triton des mers ()
17. Si on jouait au billard (Pool Shark)
18. Halloween (Halloween Under H2O)
19. Dans la peau d'un autre ()
20. L'union fait la force (High Tide Noon)
21. La Fièvre des torpi-coquilles (Game Girl)
22. Les Talents cachés ()
23. La Cohabitation (Cave Mates)
24. Les Feux de la rampe (Chomper, Master Thespian)
25. Le Hoquet (Rainbow's Hiccups)
26. Joyeux Noël (Santa Sword Is Coming To Town)

## Jeux de société
- 1998 : Arc-en-ciel le plus beau poisson des océans

## Jeux vidéo
- 1999 : Arc-en-Ciel le plus beau poisson des océans
- 2000 : Arc-en-Ciel et la baleine
- 2001 : Arc-en-Ciel et le lagon merveilleux
- 2007 : Arc-en-Ciel et Colinot le farceur